# Pentti Kouri
Pentti Juha Kalervo Kouri, född 12 februari 1949 i Kemijärvi, död 21 januari 2009 i Los Angeles, var en finländsk finansman och konstsamlare.
Kouri blev filosofie doktor 1975. Han var internationellt engagerad bland annat som professor i nationalekonomi vid flera universitet i USA och vid Helsingfors universitet 1980–1984. Senare var han verksam främst som affärsman inom det egna företaget Kouri Capital med högkvarter i New York.
På 1990-talet byggde han upp en diger konstsamling med många världskända namn representerade. Kollektionen såldes under den ekonomiska krisen och centrala verk ingår numera i konstmuseet Kiasma i Helsingfors. Om sitt liv skrev Kouri i memoarboken Suomen omistaja ja elämäni muut roolit (1996).